# Karl Jenke
Karl Jenke, auch Carl Jenke, (29. März 1809 in Grünberg in Schlesien – 6. Mai 1886 in München) war ein deutscher Theaterschauspieler, Komiker, Theater- und Opernregisseur sowie Intendant und Bühnenbildner.

## Leben
Er verbrachte seine Jünglingsjahre bei reisenden Theatergesellschaften, bis es ihm gelang, 1832 eine Anstellung am Hoftheater in Kassel zu erhalten. Dort wirkte er in komischen Rollen bis 1834, in welchem Jahre er zu Karl Immermann nach Düsseldorf kam, unter dessen geistvoll energischer Kunstleitung der strebsame junge Mann mächtig emporwuchs.
Jenke machte auch die ganze Immermannsche Epoche bis zum Jahre 1837 mit und ging von dort an das Hoftheater in Oldenburg. Hier entfaltete er sich eigentlich zu einem namhaften Charakterkomiker, der später auch in ernsten Charakterpartien mit großer Auszeichnung wirkte.
Jenke, der ein beliebter Gast an den Hoftheatern in Wien, München, Weimar, Stuttgart und Berlin war, nahm auch als Regisseur höchst verdienstvollen Anteil an der Leitung des Oldenburger Hoftheaters, das er, vom Hofe subventioniert, von 1854 bis 1857 als selbstständiger Direktor führte.
Von 1857 bis 1862 war er Schauspieler-Regisseur in Wiesbaden, von 1862 bis 1863 Opernregisseur in Rotterdam und am 1. Oktober 1863 folgte er, des Herumwanderns müde, einer Berufung an das Hoftheater München, wo er ebenfalls bald zum Regisseur ernannt wurde. Hier wirkte er unter dem Schutze kunstsinniger Fürsten bis zum 1. Oktober 1879, an welchem Tage er, von Auszeichnungen überhäuft, in den Ruhestand trat.
Untrügliche Beweise seiner besonderen Beliebtheit empfing er anlässlich seines 50-jährigen Künstlerjubiläums am 11. Dezember 1874. Dieser Ehrentag war ein frohes Fest für den beliebten Künstler und seine zahlreichen Verehrer.
Zum letzten Mal in seinem Leben betrat er die Bühne bei Gelegenheit des deutschen Muster-Gastspieles in München im Juli 1880 als „Deveroux“ in Wallenstein.
Nebst seiner hervorragenden Wirksamkeit als Schauspieler machte er sich auch durch seine Bühneneinrichtungen außerhalb Münchens bekannt. Von denselben sei namentlich erwähnt: Byrons „Manfred“ (Musik von Schumann, zum ersten Mal in München aufgeführt am 19. Februar 1869). Auch seine Neueinrichtungen einiger Shakespearestücke wurden an ersten Theatern nachgeahmt.
Verheiratet war er mit Veronika Meißelbach, seine beiden Töchter Antonia Jenke und Emma Jenke waren ebenfalls Theaterschauspielerinnen. Antonia wirkte in Mannheim, Emma in Breslau. Beide zogen sich aber frühzeitig von der Bühne zurück und heirateten.